# Kinnarodden
Kinnarodden je najsevernejša točka Norveške in s tem najsevernejša točka celine Evrope. Leži na polotoku Nordkinn v občini Gamvik, nekdanje norveške administrativne regije Finnmark, okrog 20 km od vasi Mehamn.
Z lego na 71° 08′ 02″ N je Kinnarodden nekaj minut južneje od Nordkappa, »uradne« najsevernejše točke Evrope. Ker pa Nordkap leži na otoku Magerøya, ga ne moremo šteti za najsevernejšo točko celinske Evrope.
V ostrem nasprotju z Nordkapom, ki ga oblegajo turisti in ima zelo dobro razvito turistično infrastrukturo, je Kinnarodden precej samoten kraj, do koder se da priti le s celodnevno hojo iz vasi Mehamn ali s čolnom.